# Black Market International
Black Market International (BMI) è un collettivo di artisti performativi composto da membri provenienti da tutto il mondo, ognuno dei quali vanta una consolidata e indipendente attività come solista. Dal 1985 il gruppo ha presentato performance collettive di lunga durata in tutto il mondo.
Il movimento è stato fondato con il nome di Market Project nel 1985 a Poznan dai fondatori Boris Nieslony, Zygmunt Piotrowski, Tomas Ruller e Jürgen Fritz. Nel 1986 per il primo tour europeo venne adottato il nome Black Market . Nel 1990/91 il gruppo si presentò come Black Market International, con un cast di artisti ampliato.
Sono emerse diverse versioni su cosa sia cosa effettivamente sia il BMI, poiché il gruppo ha sempre evitato la definizione come gruppo organizzato. Il titolo Black Market non designa un gruppo, bensì un'idea di lavoro. L'obiettivo è quello di promuovere, come in un mercato nero, uno scambio aperto e libero di idee e di realizzare un'Arte dell' Incontro, dall'originale Art of Begegnung, definizione che si ottiene mescolando la lingua tedesca a quella inglese.

## Membri
Fino al 2014 il gruppo contava dodici membri effettivi:
- Jürgen Fritz, Germania
- Norbert Klassen, Svizzera (1941-2011)
- Myriam Laplante, Canada, Italia
- Alastair MacLennan, Regno Unito
- Helge Meyer, Germania
- Boris Nieslony, Germania
- Jacques Maria van Poppel, Paesi Bassi
- Elvira Santamaria, Messico
- Marco Teubner, Germania
- Julie Andree T., Canada
- Roi Vaara, Finlandia
- Lee Wen, Singapore (1957-2019)

Gli ex membri del Black Market International sono stati:
- Zygmunt Piotrowski, Polonia
- Tomas Ruller, Repubblica Ceca
- Nigel Rolfe, Irlanda
- Zbigniew Warpechowski, Polonia.

Nel corso degli anni diversi sono gli artisti di fama internazionale ad essere stati invitati ad aver preso parte alle performance del BMI.